# 千叶氏

千葉氏家紋為月星紋（定紋）

千叶氏（日语：／），日本姓氏，源自下總國的豪族、日本戰國時代的守護大名（諸侯）。最早起源於桓武平氏良文流，現在是第九十一大的日本姓氏，通字是「胤」。

## 歷史名人
- 千葉常胤（日语：千葉常胤），平安時代末期至鎌倉時代前期的武将。
- 千葉昌胤（1495年－1546年）為日本戰國時代的大名，下總國千葉氏第24代當主。

## 關連項目
- 千葉神社 - 奉祀千葉氏的守護神妙見菩薩，舉行歷代宗家當主的元服。
- 香取神宮 - 下總國一宮，舉行歷代宗家當主的婚禮。

## 外部連結
- 千葉氏の一族 （页面存档备份，存于）